# Citroën GS
La Citroën GS è un'autovettura presentata da Citroën nel 1970 e rimasta in produzione fino al 1986.

## Storia

### Genesi del modello
Fin dall'inizio degli anni sessanta, al quartier generale della Citroën si cominciò a pensare a un modello di fascia media in grado di colmare efficacemente il vuoto di gamma creatosi tra la ID (versione economica della DS) e i modelli inferiori. In quel periodo nasceva la Ami 6, che era più grande e confortevole della spartana 2CV, ma la base meccanica condivisa con quest'ultima non ne faceva una vera e propria vettura di fascia media. Intorno al periodo del lancio della Ami 6, Flaminio Bertoni cominciò a lavorare al progetto C, che pochissimo tempo dopo diede luogo al prototipo C60, caratterizzato da un frontale in stile Panhard che prefigurava la seconda serie dei modelli ID e DS, e da una coda il cui design riprendeva fedelmente quello della Ami 6. Per il modello si pensava a un range di motorizzazioni compreso tra cilindrate di 1.1 e di 1.4 litri, e inoltre si scelse anche di montare le sospensioni idropneumatiche che già riscossero successo con la DS. Il progetto venne però abbandonato in seguito alla valutazione dei costi di produzione, ritenuti eccessivi.
Si ripartì da zero con il progetto F, sempre avviato da Flaminio Bertoni che però morì poco tempo dopo, lasciando il suo posto a Robert Opron. Tra i primi incarichi affidati al nuovo designer, vi fu quello di proseguire con il progetto F. Tra i punti fermi rimasti immutati rispetto al precedente, vi fu quello di voler adottare le sospensioni idropneumatiche. I prototipi furono più di uno, tra cui anche uno con meccanica telaistica di tipo convenzionale (a barre di torsione) e uno con motore Wankel. Alla fine prevalse la soluzione con sospensioni tradizionali e motore boxer a 4 cilindri raffreddato ad aria. Se non che la Renault protestò per alcune similitudini con la sua R16, sia nella linea del prototipo, sia in alcune tecniche costruttive, come per esempio nella tecnica di saldatura del tetto. Citroën, per evitare ulteriori rischi, il 14 aprile 1967 abbandonò il progetto F e avviò il progetto G.
Gli enormi investimenti sostenuti tra il 1961 e i primi mesi del 1967 costrinsero la Casa francese a riprendere per il progetto G quanto già collaudato con successo nel precedente progetto F. Tra questi, uno dei punti fermi fu quello relativo al motore 4 cilindri raffreddato ad aria. I test relativi alla meccanica furono condotti utilizzando la carrozzeria di una Ami 6 Break per camuffare la meccanica da destinare alla nuova vettura. Per ottenere una maggior fluidità di marcia, senza quelle vibrazioni tipiche dei motori boxer dell'epoca, si ottimizzarono alcune caratteristiche del motore stesso, ma ciò ebbe dei riscontri negativi sul fronte dei consumi. Per arginare tale fenomeno, si scelse perciò di ottimizzare l'aerodinamica del corpo vettura, ottenendo alla fine una carrozzeria assai profilata, specie per gli standard dell'epoca, linea caratterizzata da un Cx pari a 0,30. La fase di genesi della GS ha visto anche l'ausilio del computer, all'epoca uno strumento assai avveniristico e utilizzato solo in pochissimi campi.

### Esordio
La GS esordì il 24 agosto 1970 come auto di classe media, inserendosi in gamma tra la Ami 8, nel frattempo chiamata a sostituire la Ami 6, e le gemelle ID/DS.

#### Design e interni
La linea è molto aerodinamica, firmata da Robert Opron che si ispirò anche ai lavori di Pininfarina incaricato nel 1967 dalla BMC di disegnare una carrozzeria profilata per la sua nuova berlina. I disegni, scartati dalla BMC, influenzarono la direzione stilistica che Opron avrebbe preso per il nuovo modello. Ne derivò un corpo vettura basso e profilato, a due volumi, ma senza portellone, poiché questa soluzione era caldamente osteggiata dall'allora presidente Citroën, Pierre Bercot.
Il frontale era caratterizzato da grandi gruppi ottici di forma pentagonale irregolare, alla base dei quali si trovavano le luci di posizione e gli indicatori di direzione; i gruppi ottici erano leggermente sporgenti nella zona superiore, cosicché il cofano motore presentava due gibbosità nell'estremità anteriore, in modo da poter ricoprire i fari stessi. Al centro del muso, dominava una grande calandra trapezoidale con griglia a nido d'ape. 

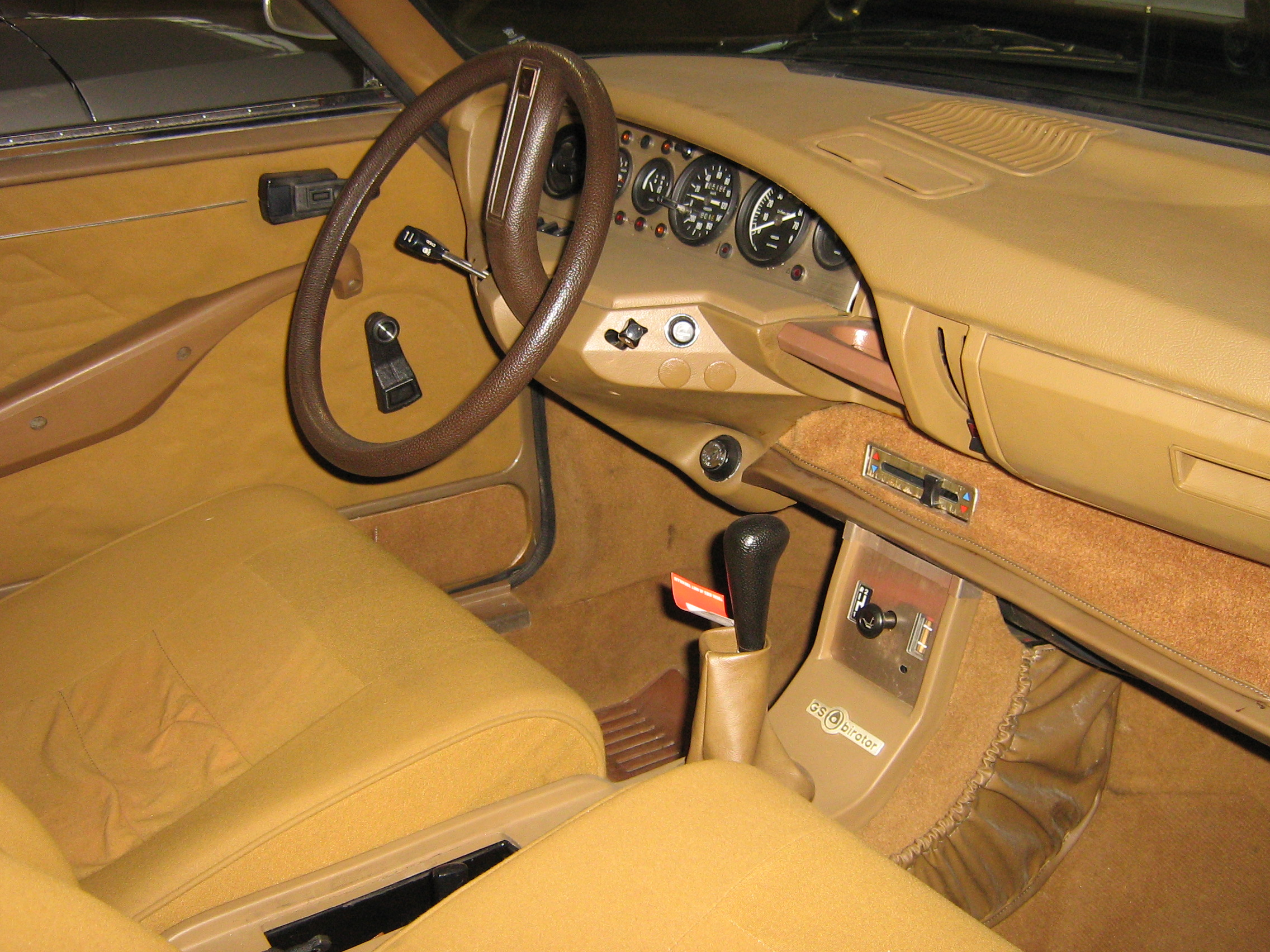
L'abitacolo della GS Birotor.

La fiancata, seppure simile a quella dei modelli DS, ID e 2CV con il disegno arcuato dei passaruota anteriori cui si contrapponevano i passaruota posteriori parzialmente carenati, se ne differenziava per la presenza di uno "scalino" in corrispondenza del passaruota posteriore. Particolare era anche il disegno delle superfici vetrate laterali, a tre luci, con quella posteriore di forma triangolare, data la profilatura del padiglione. La coda tronca proponeva gruppi ottici trapezoidali a sviluppo verticale e un ampio lunotto che consentiva una buona visibilità. L'assenza di un portellone, però, ne penalizzava la praticità.
La plancia era anch'essa nello stile delle Citroën prodotte a partire dal dopoguerra, ovviamente modernizzata: era presente un volante monorazza, il comando del freno a mano posto nella plancia e il tachimetro sistemato all'interno di una finestrella tonda dietro la quale ruota un tamburo su cui sono scritti i valori di velocità che via via vengono raggiunti. Il cruscotto recava anche un contagiri dal particolare disegno a boomerang.

#### Struttura, meccanica e motore
La vettura era del tipo "tutto avanti" (motore anteriore longitudinale e trazione anteriore) con struttura monoscocca.
Le sospensioni erano idropneumatiche (come sulla DS); la GS rendeva così disponibile a una fetta più vasta di pubblico questo sistema sospensivo (di tipo indipendente e con bracci oscillanti), basato su un circuito idraulico (comune anche ai freni e alla trasmissione), al capo del quale stavano 4 sfere (una per ruota) riempite per metà di fluido idraulico (LHM), e per metà di gas. Il circuito era mandato in pressione da una pompa collegata al motore, variando la portata della quale si poteva indurire o ammorbidire l'assetto, alzare o abbassare la vettura. Grazie a queste caratteristiche, la GS poteva viaggiare anche su 3 ruote.
L'impianto frenante era a quattro dischi di cui quelli anteriori erano montati entrobordo. L'intero impianto era a doppio circuito.
Al suo esordio, la GS era equipaggiata con un motore a 4 cilindri contrapposti, raffreddato ad aria, della cilindrata di 1015 cm³. Tale livello di cilindrata venne espressamente fissato per contenere la potenza fiscale in Francia della vettura entro i 6 CV. Questo motore, sviluppato in collaborazione con la Panhard (all'epoca di proprietà della Citroën), raggiungeva una potenza massima di 55,5 CV DIN, ed era accoppiato a un cambio manuale a 4 marce tutte sincronizzate, cambio interfacciato con il motore per mezzo di una frizione monodisco a secco.

### Le versioni
Al momento della presentazione la GS era disponibile nella sola versione berlina a 4 porte, mentre gli allestimenti disponibili erano due: Comfort e Club. Quest'ultimo era leggermente più lussuoso, poiché nella dotazione comprendeva anche i fari allo iodio, il cruscotto con illuminazione regolabile, l'orologio, il contagiri, i sedili anteriori con schienale completamente abbattibile e due luci di retromarcia. Lo stabilimento in cui fu avviata la produzione fu quello di Rennes, nella Francia settentrionale.
L'accoglienza, sia di pubblico sia di critica, fu buona, tanto da ricevere, alla fine del 1970, il titolo di Auto dell'anno per il 1971.

#### La GS

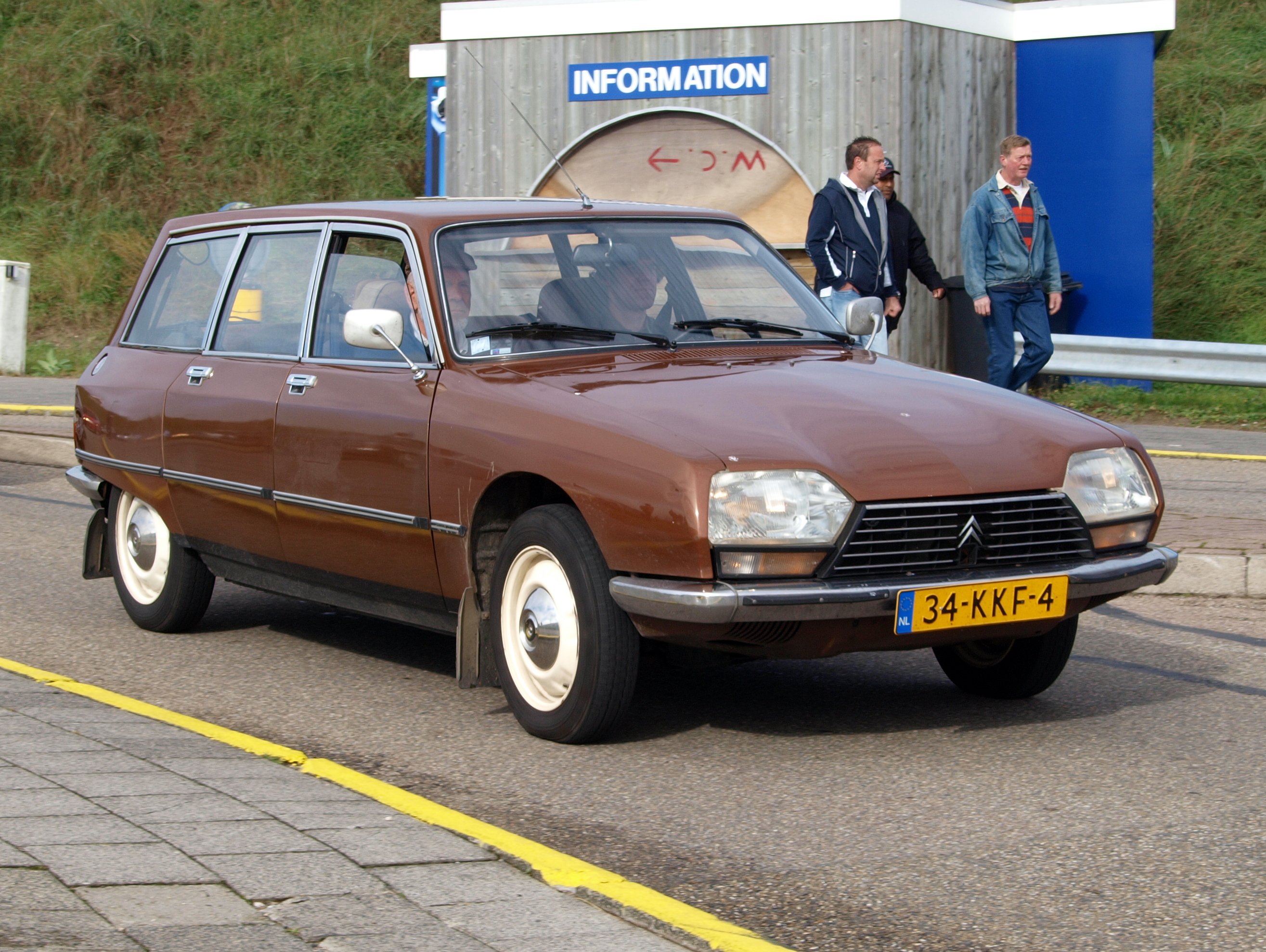
Una GS Break

Al salone dell'automobile di Ginevra del 1971 venne introdotta la GS Convertisseur, equipaggiata con un cambio semiautomatico a 3 rapporti. Su tutta la gamma venne montato di serie il riscaldamento, fino a quel momento solo optional. Nel mese di luglio vennero presentate le versioni Break (a 4 porte) e Service (a 2 porte). Nell'estate 1972 venne introdotto un nuovo motore di cilindrata maggiorata a 1222 cm³ e potenza di 60 CV, disponibile sia in abbinamento con il cambio manuale a 4 marce, sia con il cambio semiautomatico a 3 rapporti delle versioni Convertisseur, lasciando però in catalogo anche il propulsore precedente. L'unica novità relativa al motore da un litro fu la scomparsa dell'allestimento Club e della possibilità di avere il cambio semiautomatico. Nello stesso periodo vi furono alcune migliorie agli interni (nuova imbottitura del cruscotto, nuovi posacenere, migliore insonorizzazione).
Nel 1973, venne presentata la GS Birotor, spinta da un motore Wankel rotativo: il propulsore era composto da 2 rotori di 995 cm³ l'uno (per un totale di 1990 cm³) in grado di fornire 107 CV. La crisi petrolifera del novembre di quell'anno (la Birotor consumava 12,8 litri di benzina per 100 km) e i problemi di tenuta del rotore limitarono la produzione a poche centinaia di esemplari. Nello stesso periodo, la GS Confort con motore da un litro ricevette la stessa dotazione della Confort con motore 1.2.

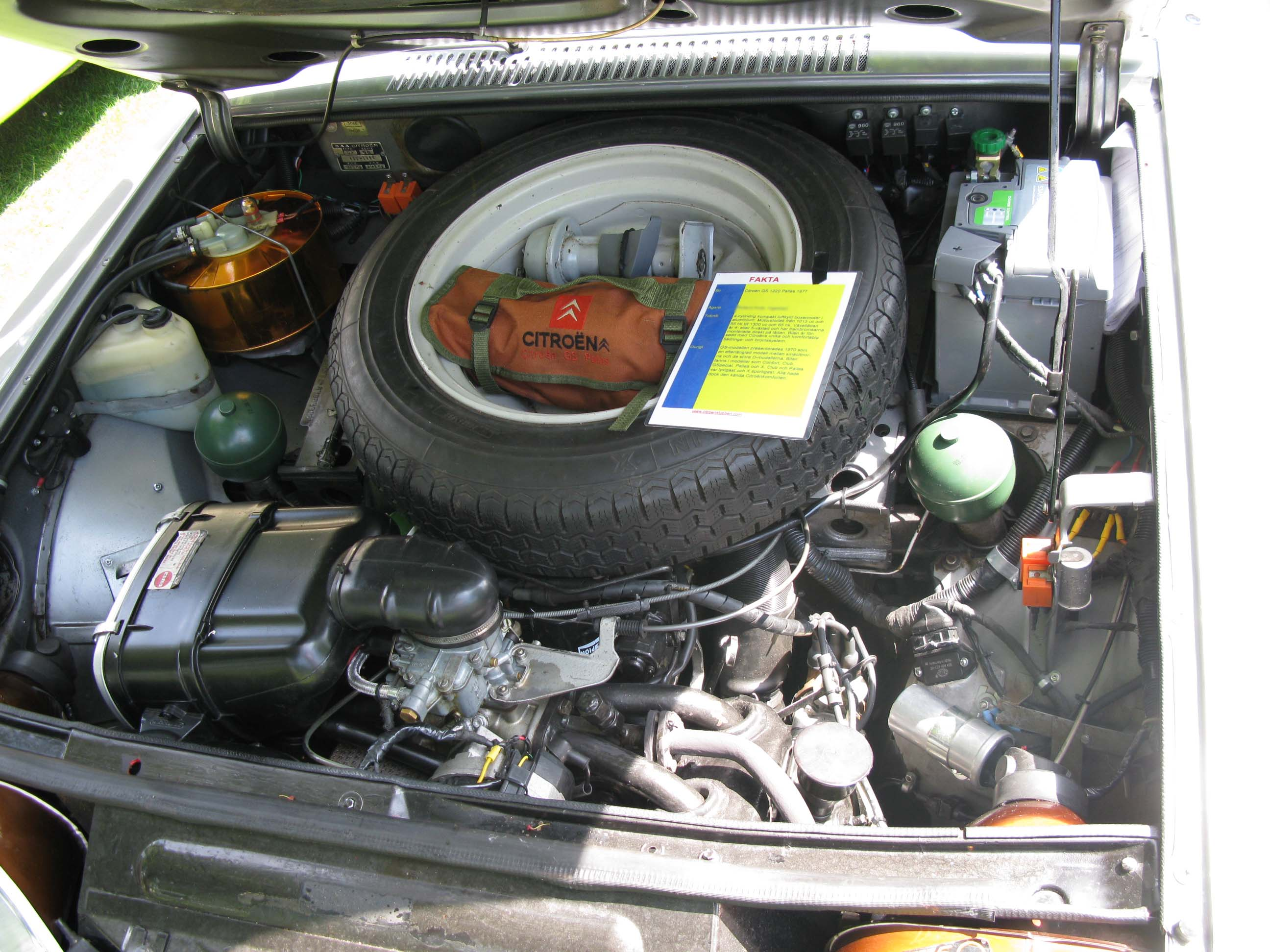
Il propulsore boxer raffreddato ad aria da 1222 cm³.

Più consona al difficile periodo economico fu la GSpécial (solo berlina), introdotta all'inizio del 1974, e disponibile in entrambe le motorizzazioni, ma con allestimento semplificato. Tale versione andò a posizionarsi alla base della gamma, in sostituzione delle GS Confort 1.0 e 1.2. Sempre nel 1974 arrivò un nuovo livello di allestimento, denominato Pallas: disponibile solo per la berlina con motore 1.2, presentava finiture più ricche e allestimenti più curati.
Contemporaneamente alla Pallas esordirono le berline GS X e GS X2, dal piglio sportiveggiante. La prima era mossa dal motore da 1015 cm³, la seconda dall'unità da 1222 cm³, quest'ultima con potenza portata da 60 a 64 CV.
Nel 1975, le nuove normative antinquinamento imposero una rivisitazione dei motori, che subirono un leggero calo di potenza (circa un cavallo vapore in meno per ogni motorizzazione). Nello stesso anno, la versione Convertisseur cambiò la sua sigla identificativa in C-Matic, mentre le versioni van Service e la GSpécial con motore 1.2 sparirono dal listino. Arrivarono nuove cinture di sicurezza e la lista optional di arricchì con l'arrivo del tetto apribile, disponibile con sovrapprezzo.
Nel luglio del 1976 un restyling esterno (mascherina diversa, luci posteriori ridisegnate, nuova fascia cromata sul cofano posteriore) e interno (strumentazione tradizionale senza tachimetro a tamburo, nuova plancia, nuovi rivestimenti), interessò tutta la gamma, tranne la GSpécial (che rimase invariata). Dopo quasi un anno di assenza tornò in listino la versione commerciale, questa volta denominata GS Entreprise.
Un anno dopo, nel luglio del 1977, la gamma venne riorganizzata. Il motore da 1015 cm³ lasciava il posto al nuovo quadricilindrico a cilindri contrapposti (sempre raffreddato ad aria) da 1129 motore cm³ da 56 CV (G Spécial e GS X), mentre le X e le X2 avevano paraurti neri, spoiler posteriore in gomma e fendinebbia. Sulle Club e Pallas berline il divanetto posteriore era ribaltabile. Su tutta la gamma il restyling era esternamente riconoscibile per i fari posteriori con grafiche di nuovo disegno e con una fascia trasversale sopra di essi. La Break rimaneva disponibile nelle versioni Comfort (1129 cm³) e Club (1222 cm³).
Nell'aprile del 1978 apparve la GS Basalte, edizione speciale a tiratura limitata disponibile solo con carrozzeria berlina e solo con motore da 1.2 litri. Tale versione era caratterizzata da una dotazione molto ricca, ripresa dall'allestimento Pallas, e dalla livrea bicolore nera con strisce rosse longitudinali sulle fiancate. Nel luglio dello stesso anno, la GS X2 fu rimpiazzata dalla GS X3, con la quale esordì il nuovo motore da 1299 cm³, analogo ai precedenti per architettura e sistema di raffreddamento. Tale motore, della potenza di 65 CV, pose la GS X3 al top della gamma. Sempre a partire dal 1978, la GS cominciò a essere costruita anche nello stabilimento di Vigo, in Spagna.

#### La GSA

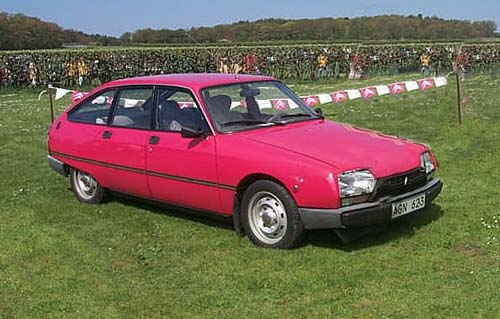
Una Citroën GSA.

Nell'aprile del 1979 un nuovo restyling diede vita alla Citroën GSA. Esternamente, l'adozione del portellone posteriore, dei paraurti in plastica, di profili laterali in gomma, di nuovi gruppi ottici posteriori e di una diversa mascherina, furono le novità salienti. 

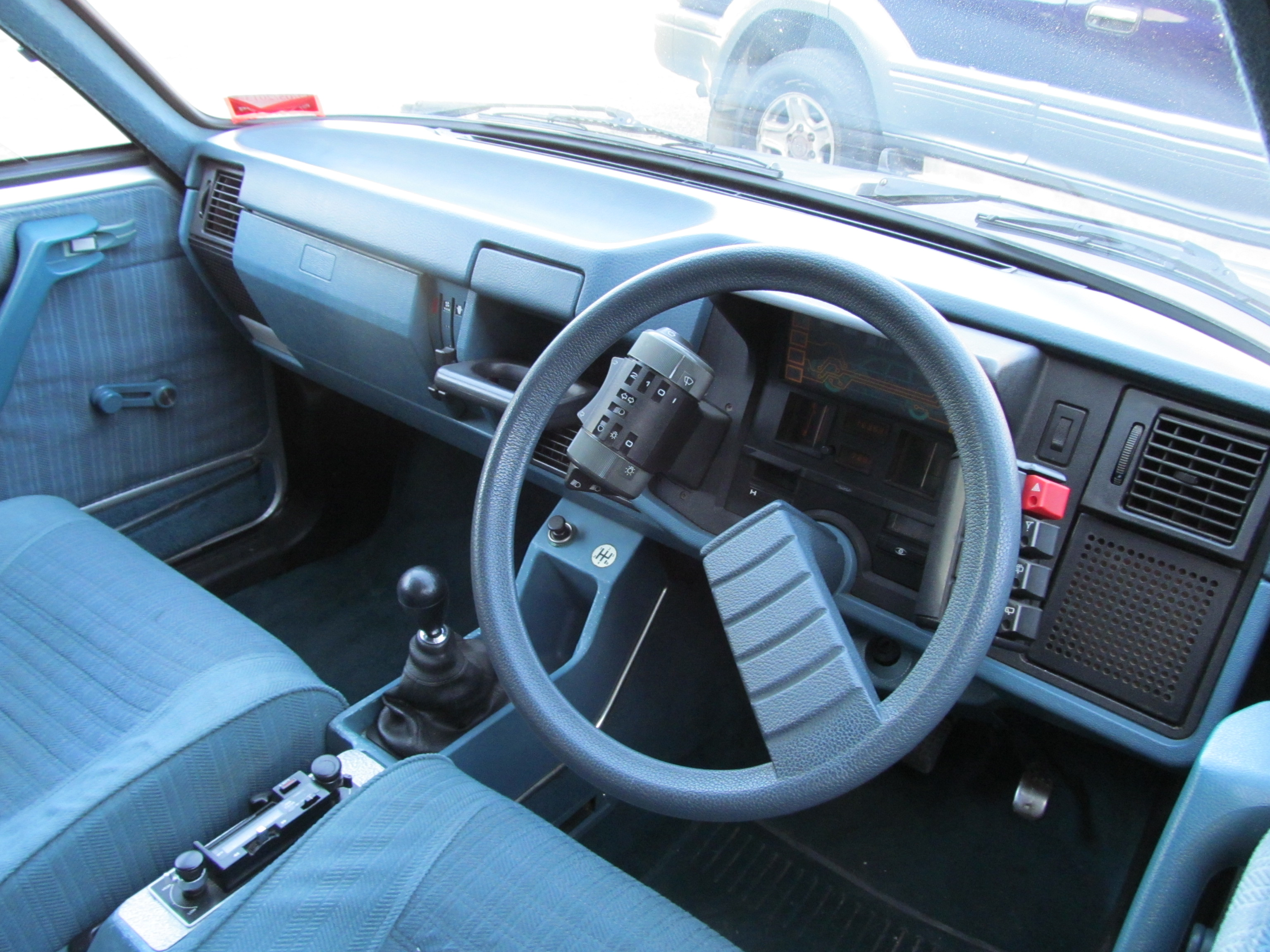
L'abitacolo di una GSA con guida a destra.

Anche l'interno venne completamente ridisegnato: vi fu un ritorno all'originale tachimetro a tamburo rotante, posto all'interno di un cruscotto completamente ridisegnato. Degna di nota è anche l'introduzione dei satelliti PRN, due cilindri fissati su ognuno dei due lati dello sterzo che raggruppavano i comandi secondari della vettura (tergicristallo, indicatori di direzione, luci, clacson, ecc). Inaugurato sull'ammiraglia CX, il dispositivo PRN era stato fino a quel momento montato in un unico pezzo, fissato solo su un lato del volante, ma per la prima volta, sulla GSA ne vennero montati due.
Anche meccanicamente vi furono alcune novità: prima di tutto l'intera gamma venne equipaggiata con un unico motore, vale a dire il 1.3 da 65 CV montato fino a quel momento solo sulla GS X3. Fece eccezione la GSpécial, unica esponente della gamma precedente a rimanere in listino, ed equipaggiata ancora con il vecchio motore da 1.1 litri. Vennero anche ritarate le sospensioni idropneumatiche, dotate di barre stabilizzatrici di maggior diametro. Gli allestimenti erano tre: Club (disponibile anche con carrozzeria Break), Pallas e X3. Quest'ultima fu l'unica a essere prevista con un cambio manuale a 5 marce, mentre le altre versioni mantennero il manuale a 4 marce; la Pallas poteva tuttavia essere ordinata anche con il cambio a 5 marce (disponibile nella lista optional) o con il cambio semiautomatico a 3 rapporti.
Nel luglio del 1980, la GSpécial fu tolta di listino a favore della GSA Spécial, anch'essa prevista di serie con il cambio a 4 marce, ma ordinabile con quello a 5 marce, tranne che per la versione Break e per la versione van, anche in questo caso denominata Entreprise.
Nel 1981 la gamma venne aggiornata con l'arrivo di una nuova versione di base, denominata semplicemente GSA, dotata del motore che equipaggiava precedentemente la GSA Spécial, con quest'ultima che beneficiò del più potente 1.3 da 65 CV utilizzato sulle altre versioni. Questo motore fu rivisitato proprio in quel periodo e venne sottoposto a profonde modifiche in modo da migliorarne il rendimento e abbassarne i consumi, senza tuttavia pregiudicarne le prestazioni. Tale nuova riedizione del 1.3 raffreddato ad aria fu denominata ECO.

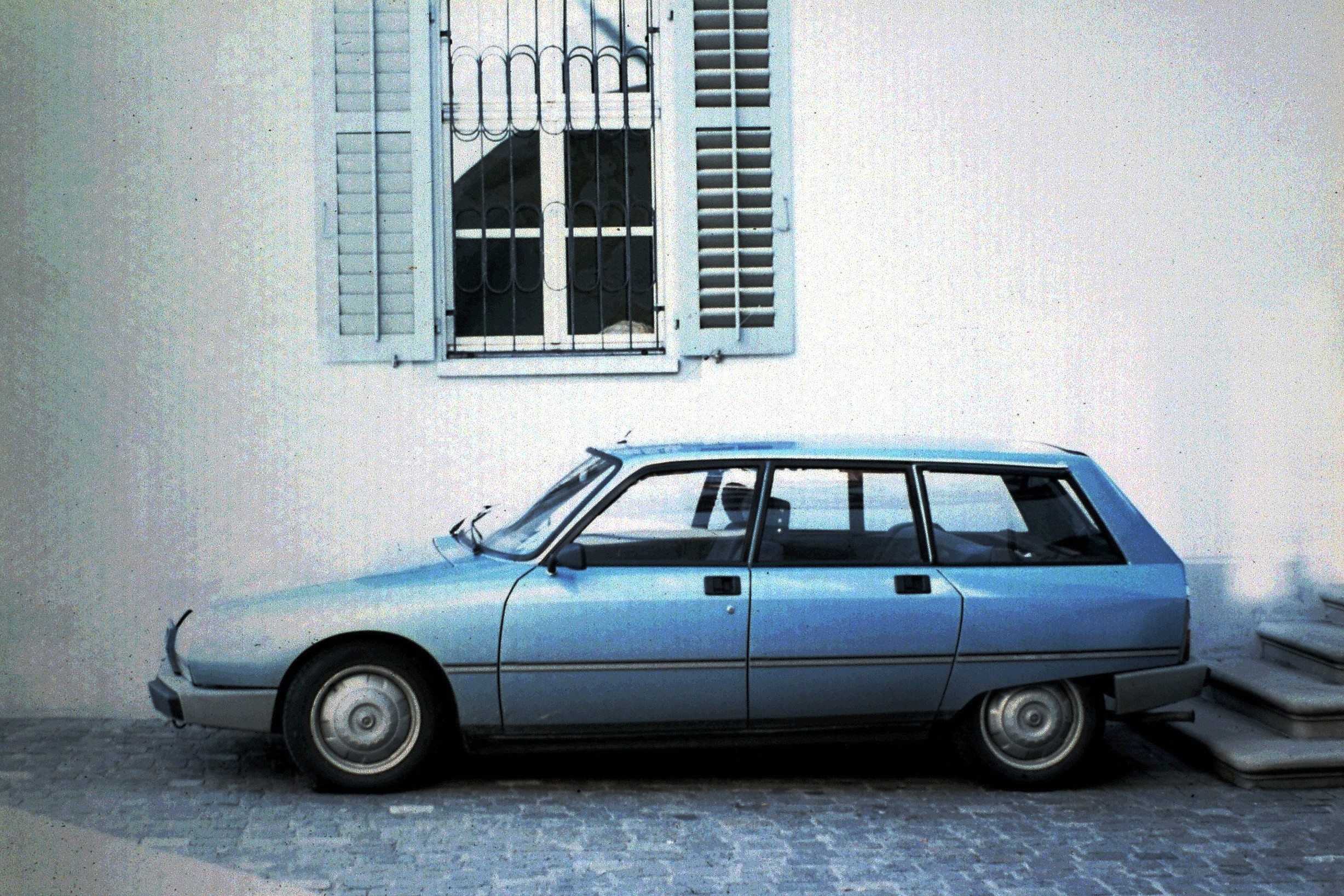
Una GSA Break.

Nel 1982 venne introdotta la BX, destinata qualche anno dopo a sostituire la GSA; nel luglio dello stesso anno venne introdotta la GSA X1 in sostituzione della GSA Club: la nuova versione fu una via di mezzo tra la versione uscente, della quale conservò l'allestimento interno, e la GSA X3, della quale riprese invece l'aspetto esteriore. La GSA Club rimase in listino solo in configurazione Break.
Nel 1983 sparì la GSA con motore da 1.1 litri, mentre il cambio semiautomatico scomparve dalla lista optional. Da quel momento, la gamma cominciò a divenire sempre più scarna, fino al 1985, quando rimasero a listino solo le versioni Spécial e Pallas, e solamente con carrozzeria berlina o al massimo di tipo van. Nel 1986 la GSA venne tolta definitivamente di listino: già nel mese di gennaio lo stabilimento di Vigo arrestò la produzione di tale modello.Venne così anche abbandonato l'interessante progetto,arrivato ad un buon grado di sviluppo,di una versione veramente "spinta" del modello,per la quale era stata già stabilita la denominazione X4.

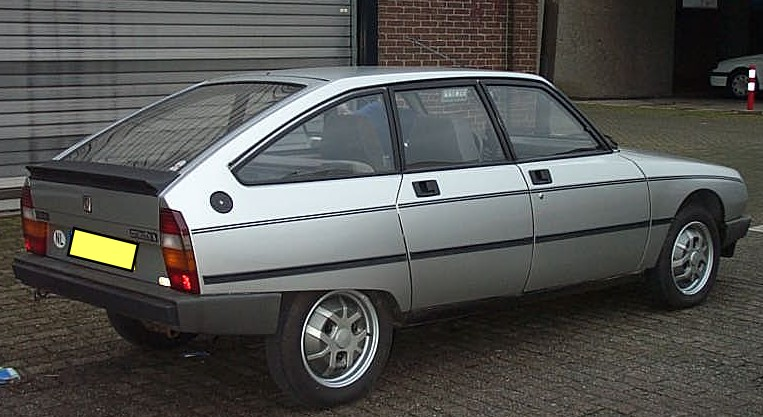
Una GSA X1 del 1984.

La produzione della GSA non terminò a livello planetario: nello stabilimento indonesiano di Giacarta, 300 esemplari di GS Entreprise furono prodotti nel 1987, terminando così la carriera della versione van, ma la GSA in generale venne prodotta per il mercato asiatico fino al 1990. Sono stati prodotti, tra GS e GSA, 2.474.346 esemplari, contando solo quelli relativi al mercato europeo; un buon risultato, nonostante la pesante sottomotorizzazione delle varie versioni,  in contrasto con gli altri elementi dell'auto, la sua struttura generale, segnatamente sospensioni e freni.

#### La GS Birotor

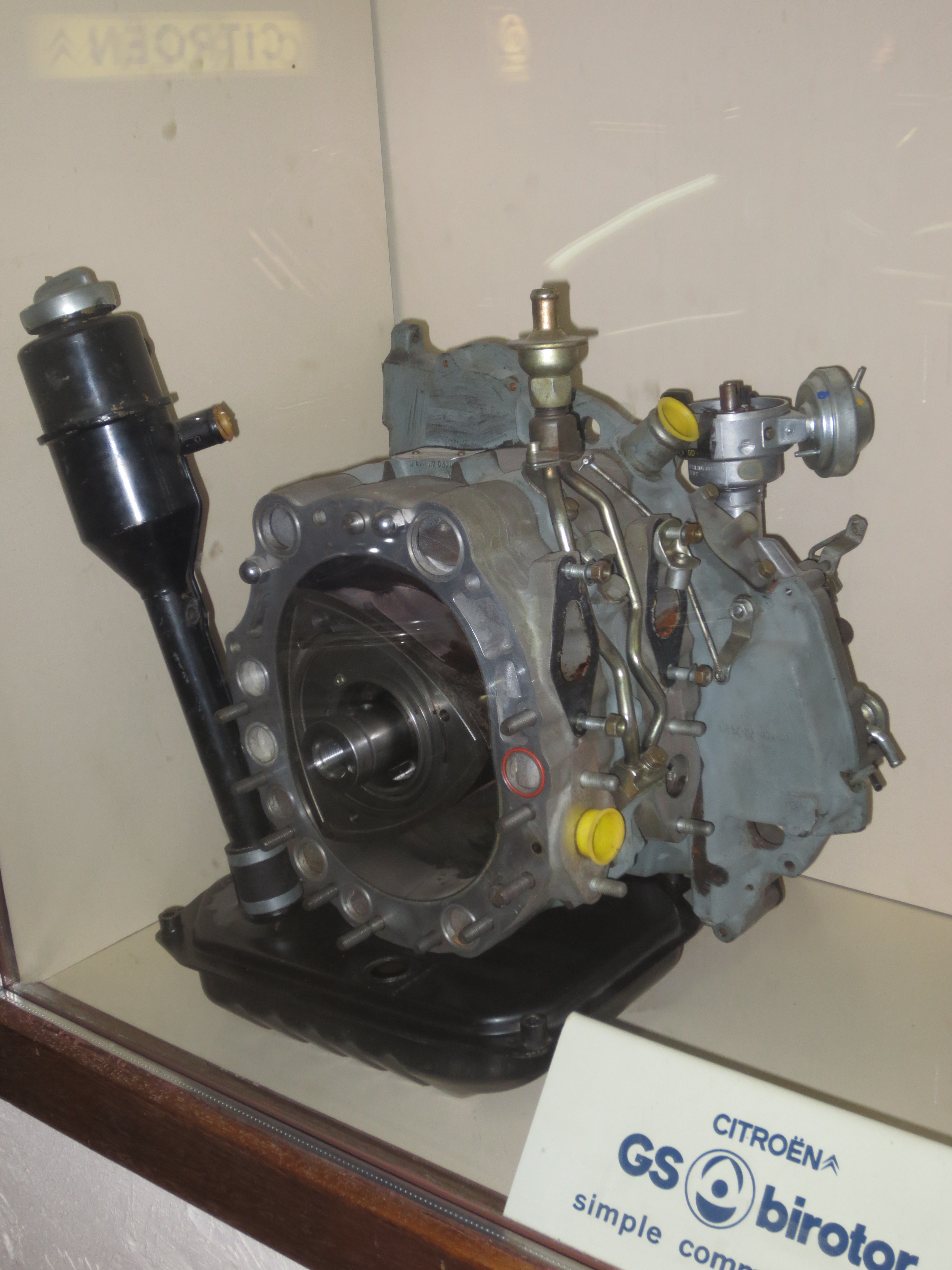
Un Wankel-Comotor birotore, "cuore" della GS Birotor.

La GS Birotor, detta anche GZ, esordì nell'autunno del 1973 al Salone dell'automobile di Francoforte come variante alternativa al resto della gamma. L'origine di tale modello va fatta risalire al 1967, anno in cui venne stipulata un'alleanza tra la Casa del "double Chevron" e la tedesca NSU. Tale alleanza, denominata Comotor, avrebbe permesso alla Citroën di utilizzare i motori Wankel, per i quali la NSU stessa deteneva da anni i diritti di fabbricazione. Quando i media vennero a conoscenza del fatto, cominciarono a ipotizzare un possibile utilizzo di tali motori sulla futura ammiraglia che avrebbe preso il posto dell'ormai anziana DS. Ma a sorpresa, i vertici Citroën annunciarono che un motore Wankel avrebbe preso posto sotto il cofano di un futuro modello di fascia media, la GS appunto, che nel momento in cui venne stretta l'alleanza era ancora in piena fase progettuale.
Montava un motore Wankel a due rotori (come peraltro suggerisce la denominazione), di cilindrata complessiva pari a 995 centimetri cubici, equiparato fiscalmente ad un motore tradizionale di cilindrata doppia. La potenza massima era di 107 CV a 6500 giri/min, mentre la velocità massima era di 175 km/h, quasi identica a quella della DS 23, top di gamma della produzione Citroën di quegli anni. Esteriormente si distingueva dalle altre GS solo per i passaruota posteriori ridisegnati che servivano ad accogliere meglio i nuovi pneumatici maggiorati 165 x 14. All'interno dell'abitacolo furono inseriti nuovi rivestimenti più ricercati, essendo questa la versione di punta della gamma GS. Il serbatoio carburante fu aumentato da 43 a 56 litri. Il motore era caratterizzato da un elevato livello di silenziosità, e quindi di comfort per gli occupanti. Purtroppo era anche caratterizzato da lacune che non tardarono a manifestarsi: eccessivo consumo, accentuato dalla disponibilità del solo cambio automatico, eccessivo inquinamento e scarsa affidabilità minarono alle fondamenta la reputazione della vettura che per questo venne prodotta in appena 873 esemplari per poi uscire di scena nel 1975. Dopo questo capitolo e quello relativo all'altrettanto sfortunata M35, la casa francese abbandonò del tutto l'idea di produrre motori Wankel, sancendo così la fine della collaborazione con la NSU. Per recuperare i rapporti con la clientela, la Citroën decise di richiamare tutti gli esemplari prodotti e venduti e distruggerli, previa sostituzione di questi esemplari con altrettante Citroën CX da destinare gratuitamente ai clienti delusi.

## Dati tecnici
| Modello                               | GS | GS | GS | GS | GS | GS | GS | GS | GSA | GSA | GSA | GSA | GSA |
| ------------------------------------- | --- | --- | --- | --- | --- | --- | --- | --- | --- | --- | --- | --- | --- |
| Allestimenti                          | Confort, Club, GSpecial, X                                                                                 | Confort, GSpecial, X                                                                                       | GSpecial, X                                                                                                | Confort, Club, GSpecial, Pallas                                                                            | Confort, Club, GSpecial, Pallas                                                                            | X2 | X3 | Birotor | base, Spécial                                                                                              | Club, Pallas, X1                                                                                           | Club, Pallas, X1                                                                                           | X3 | X3 |
| Motore                                | G10/612 | G10/612 | G11/631 | G103/612                                                                                                   | G12/612 | G12/619 | G13/625 | Wankel Comotor Type 624                                                                                    | G11/631 | G13/625 | G13/646 | G13/625 | G13/646 |
| Posizione                             | Anteriore longitudinale                                                                                    | Anteriore longitudinale                                                                                    | Anteriore longitudinale                                                                                    | Anteriore longitudinale                                                                                    | Anteriore longitudinale                                                                                    | Anteriore longitudinale                                                                                    | Anteriore longitudinale                                                                                    | Anteriore longitudinale                                                                                    | Anteriore longitudinale                                                                                    | Anteriore longitudinale                                                                                    | Anteriore longitudinale                                                                                    | Anteriore longitudinale                                                                                    | Anteriore longitudinale                                                                                    |
| Frazionamento                         | 4 cilindri contrapposti                                                                                    | 4 cilindri contrapposti                                                                                    | 4 cilindri contrapposti                                                                                    | 4 cilindri contrapposti                                                                                    | 4 cilindri contrapposti                                                                                    | 4 cilindri contrapposti                                                                                    | 4 cilindri contrapposti                                                                                    | 2 rotori                                                                                                   | 4 cilindri contrapposti                                                                                    | 4 cilindri contrapposti                                                                                    | 4 cilindri contrapposti                                                                                    | 4 cilindri contrapposti                                                                                    | 4 cilindri contrapposti                                                                                    |
| Cilindrata (cm³)                      | 1015 | 1015 | 1129 | 1222 | 1222 | 1222 | 1299 | 995 | 1129 | 1299 | 1299 | 1299 | 1299 |
| Alimentazione                         | carburatore doppio corpo Solex                                                                             | carburatore doppio corpo Solex                                                                             | carburatore doppio corpo Solex                                                                             | carburatore doppio corpo Solex                                                                             | carburatore doppio corpo Solex                                                                             | carburatore doppio corpo Solex                                                                             | carburatore doppio corpo Weber                                                                             | carburatore doppio corpo Solex                                                                             | carburatore doppio corpo Solex                                                                             | carburatore doppio corpo Weber                                                                             | carburatore doppio corpo Weber                                                                             | carburatore doppio corpo Weber                                                                             | carburatore doppio corpo Weber                                                                             |
| Potenza max (CV/giri/min)             | 55.5/6500                                                                                                  | 55/6500 | 56/5750 | 60/5750 | 59/5750 | 65/5750 | 65/5500 | 107/6500                                                                                                   | 56/5750 | 65/5500 | 65/5500 | 65/5500 | 65/5500 |
| Coppia max (Nm/giri/min)              | 70.6/3500                                                                                                  | 70.6/3500                                                                                                  | 79/3500 | 87.3/3250                                                                                                  | 87.3/3250                                                                                                  | 91.2/3500                                                                                                  | 98.1/3300                                                                                                  | 137/3000                                                                                                   | 79/3500 | 98.1/3300                                                                                                  | 96/3500 | 98.1/3300                                                                                                  | 96/3500 |
| Frizione                              | monodisco a secco                                                                                          | monodisco a secco                                                                                          | monodisco a secco                                                                                          | monodisco a secco                                                                                          | monodisco a secco                                                                                          | monodisco a secco                                                                                          | monodisco a secco                                                                                          | no | monodisco a secco                                                                                          | monodisco a secco                                                                                          | monodisco a secco                                                                                          | monodisco a secco                                                                                          | monodisco a secco                                                                                          |
| Trazione                              | anteriore                                                                                                  | anteriore                                                                                                  | anteriore                                                                                                  | anteriore                                                                                                  | anteriore                                                                                                  | anteriore                                                                                                  | anteriore                                                                                                  | anteriore                                                                                                  | anteriore                                                                                                  | anteriore                                                                                                  | anteriore                                                                                                  | anteriore                                                                                                  | anteriore                                                                                                  |
| Cambio                                | manuale a 4 marce                                                                                          | manuale a 4 marce                                                                                          | manuale a 4 marce                                                                                          | manuale a 4 marce                                                                                          | manuale a 4 marce                                                                                          | manuale a 4 marce                                                                                          | manuale a 5 marce                                                                                          | semiautomatico a 3 rapporti                                                                                | manuale a 4 marce                                                                                          | manuale a 4 marce                                                                                          | manuale a 4 marce                                                                                          | manuale a 5 marce                                                                                          | manuale a 5 marce                                                                                          |
| Scocca                                | metallica autoportante                                                                                     | metallica autoportante                                                                                     | metallica autoportante                                                                                     | metallica autoportante                                                                                     | metallica autoportante                                                                                     | metallica autoportante                                                                                     | metallica autoportante                                                                                     | metallica autoportante                                                                                     | metallica autoportante                                                                                     | metallica autoportante                                                                                     | metallica autoportante                                                                                     | metallica autoportante                                                                                     | metallica autoportante                                                                                     |
| Sospensioni ant.                      | idropneumatiche a ruote indipendenti, bracci oscillanti, ammortizzatori idropneumatici telescopici         | idropneumatiche a ruote indipendenti, bracci oscillanti, ammortizzatori idropneumatici telescopici         | idropneumatiche a ruote indipendenti, bracci oscillanti, ammortizzatori idropneumatici telescopici         | idropneumatiche a ruote indipendenti, bracci oscillanti, ammortizzatori idropneumatici telescopici         | idropneumatiche a ruote indipendenti, bracci oscillanti, ammortizzatori idropneumatici telescopici         | idropneumatiche a ruote indipendenti, bracci oscillanti, ammortizzatori idropneumatici telescopici         | idropneumatiche a ruote indipendenti, bracci oscillanti, ammortizzatori idropneumatici telescopici         | idropneumatiche a ruote indipendenti, bracci oscillanti, ammortizzatori idropneumatici telescopici         | idropneumatiche a ruote indipendenti, bracci oscillanti, ammortizzatori idropneumatici telescopici         | idropneumatiche a ruote indipendenti, bracci oscillanti, ammortizzatori idropneumatici telescopici         | idropneumatiche a ruote indipendenti, bracci oscillanti, ammortizzatori idropneumatici telescopici         | idropneumatiche a ruote indipendenti, bracci oscillanti, ammortizzatori idropneumatici telescopici         | idropneumatiche a ruote indipendenti, bracci oscillanti, ammortizzatori idropneumatici telescopici         |
| Sospensioni post.                     | idropneumatiche a ruote indipendenti, bracci oscillanti, ammortizzatori idropneumatici telescopici         | idropneumatiche a ruote indipendenti, bracci oscillanti, ammortizzatori idropneumatici telescopici         | idropneumatiche a ruote indipendenti, bracci oscillanti, ammortizzatori idropneumatici telescopici         | idropneumatiche a ruote indipendenti, bracci oscillanti, ammortizzatori idropneumatici telescopici         | idropneumatiche a ruote indipendenti, bracci oscillanti, ammortizzatori idropneumatici telescopici         | idropneumatiche a ruote indipendenti, bracci oscillanti, ammortizzatori idropneumatici telescopici         | idropneumatiche a ruote indipendenti, bracci oscillanti, ammortizzatori idropneumatici telescopici         | idropneumatiche a ruote indipendenti, bracci oscillanti, ammortizzatori idropneumatici telescopici         | idropneumatiche a ruote indipendenti, bracci oscillanti, ammortizzatori idropneumatici telescopici         | idropneumatiche a ruote indipendenti, bracci oscillanti, ammortizzatori idropneumatici telescopici         | idropneumatiche a ruote indipendenti, bracci oscillanti, ammortizzatori idropneumatici telescopici         | idropneumatiche a ruote indipendenti, bracci oscillanti, ammortizzatori idropneumatici telescopici         | idropneumatiche a ruote indipendenti, bracci oscillanti, ammortizzatori idropneumatici telescopici         |
| Impianto frenante                     | a disco sulle 4 ruote con comando idraulico e servofreno a depressione. Freno a mano sulle ruote anteriori | a disco sulle 4 ruote con comando idraulico e servofreno a depressione. Freno a mano sulle ruote anteriori | a disco sulle 4 ruote con comando idraulico e servofreno a depressione. Freno a mano sulle ruote anteriori | a disco sulle 4 ruote con comando idraulico e servofreno a depressione. Freno a mano sulle ruote anteriori | a disco sulle 4 ruote con comando idraulico e servofreno a depressione. Freno a mano sulle ruote anteriori | a disco sulle 4 ruote con comando idraulico e servofreno a depressione. Freno a mano sulle ruote anteriori | a disco sulle 4 ruote con comando idraulico e servofreno a depressione. Freno a mano sulle ruote anteriori | a disco sulle 4 ruote con comando idraulico e servofreno a depressione. Freno a mano sulle ruote anteriori | a disco sulle 4 ruote con comando idraulico e servofreno a depressione. Freno a mano sulle ruote anteriori | a disco sulle 4 ruote con comando idraulico e servofreno a depressione. Freno a mano sulle ruote anteriori | a disco sulle 4 ruote con comando idraulico e servofreno a depressione. Freno a mano sulle ruote anteriori | a disco sulle 4 ruote con comando idraulico e servofreno a depressione. Freno a mano sulle ruote anteriori | a disco sulle 4 ruote con comando idraulico e servofreno a depressione. Freno a mano sulle ruote anteriori |
| Pneumatici                            | 145x15" | 145x15" | 145x15" | 145x15" | 145x15" | 145x15" | 145x15" | 165 HR 14                                                                                                  | 145 SR 15                                                                                                  | 145 SR 15                                                                                                  | 145 SR 15                                                                                                  | 145 SR 15                                                                                                  | 145 SR 15                                                                                                  |
| Massa in ordine di marcia             | 880 | 880 | 925 | 900 | 900 | 940 | 940 | 1.140 | 955 | 955 | 920 | 955 | 955 |
| Serbatoio                             | 43 litri                                                                                                   | 43 litri                                                                                                   | 43 litri                                                                                                   | 43 litri                                                                                                   | 43 litri                                                                                                   | 43 litri                                                                                                   | 43 litri                                                                                                   | 56 | 43 | 43 | 43 | 43 | 43 |
| Velocità massima                      | 148 | 148 | 149 | 151 | 151 | 156 | 158 | 175 | 150 | 158 | 158 | 158 | 158 |
| Accelerazione 0–100 km/h              | 18"3 | 18"3 | 17"5 | 16"1 | 16"1 | 14"8 | 14"4 | 13"4 | 16"2 | 14" | 14"2 | 14" | 14"2 |
| Consumo medio (l/100 km)              | 8.5 | 8.5 | 7.8 | 9.2 | 9.2 | 9 | 8.7 | 7.9 | 8 | 8.4 | 7.7 | 8.4 | 7.7 |
| Anni di produzione                    | 1970-75 | 1975-77 | 1977-79 | 1972-75 | 1975-79 | 1974-78 | 1978-79 | 1973-75 | 1980-83 | 1979-81 | 1981-86 | 1979-81 | 1981-86 |
| Prezzo al debutto in franchi francesi | 12.100 | 19.960 | 24.000 | 14.300 | 19.988 | 20.368 | 29.800 | 24.952 | 38.400 | 36.650 | 46.450 | 38.850 | 49.950 |

## Versioni derivate
Nel 1972, utilizzando la meccanica della GS, Bertone presentò la concept car Citroën GS Camargue.